# 11915 Nishiinoue
11915 Nishiinoue este un asteroid din centura principală de asteroizi.

## Descriere
11915 Nishiinoue este un asteroid din centura principală de asteroizi. A fost descoperit pe 23 septembrie 1992 la Kitami de Kin Endate și Kazuro Watanabe. Asteroidul prezintă o orbită caracterizată de o semiaxă mare de 2,32 ua, o excentricitate de 0,20 și o înclinație de 5,4° în raport cu ecliptica.